# 徐兆舉
徐兆舉，直隸顺天府大兴县人，清朝政治人物、进士出身。
顺治四年，登进士，官至广州府知府，顺治十三年辞职归乡。